# جهود الإنقاذ العربية خلال الهولوكوست
ساهم عديد من العرب بالجهود الساعية لإنقاذ السكان اليهود في الأراضي العربية من الهولوكوست. في الفترة الممتدة بين يونيو 1940 حتى مايو 1943 قامت دول المحور متمثلة بألمانيا وإيطاليا بالسيطرة على أجزاء واسعة من شمال أفريقيا مخلفين قتلى بحوالي 4,000 إلى 5,000 يهودي والذين يمثلون 1% من السكان اليهود في شمال أفريقيا. تلك النسبة تعتبر صغيرة مقارنة بما حدث لليهود في أوروبا والذين قتل منهم قرابة النصف. ويرجع سبب انخفاض عدد الضحايا في الشمال الأفريقي لنجاح الحلفاء بالتصدي لدول المحور في حملة شمال أفريقيا.